# Rimande

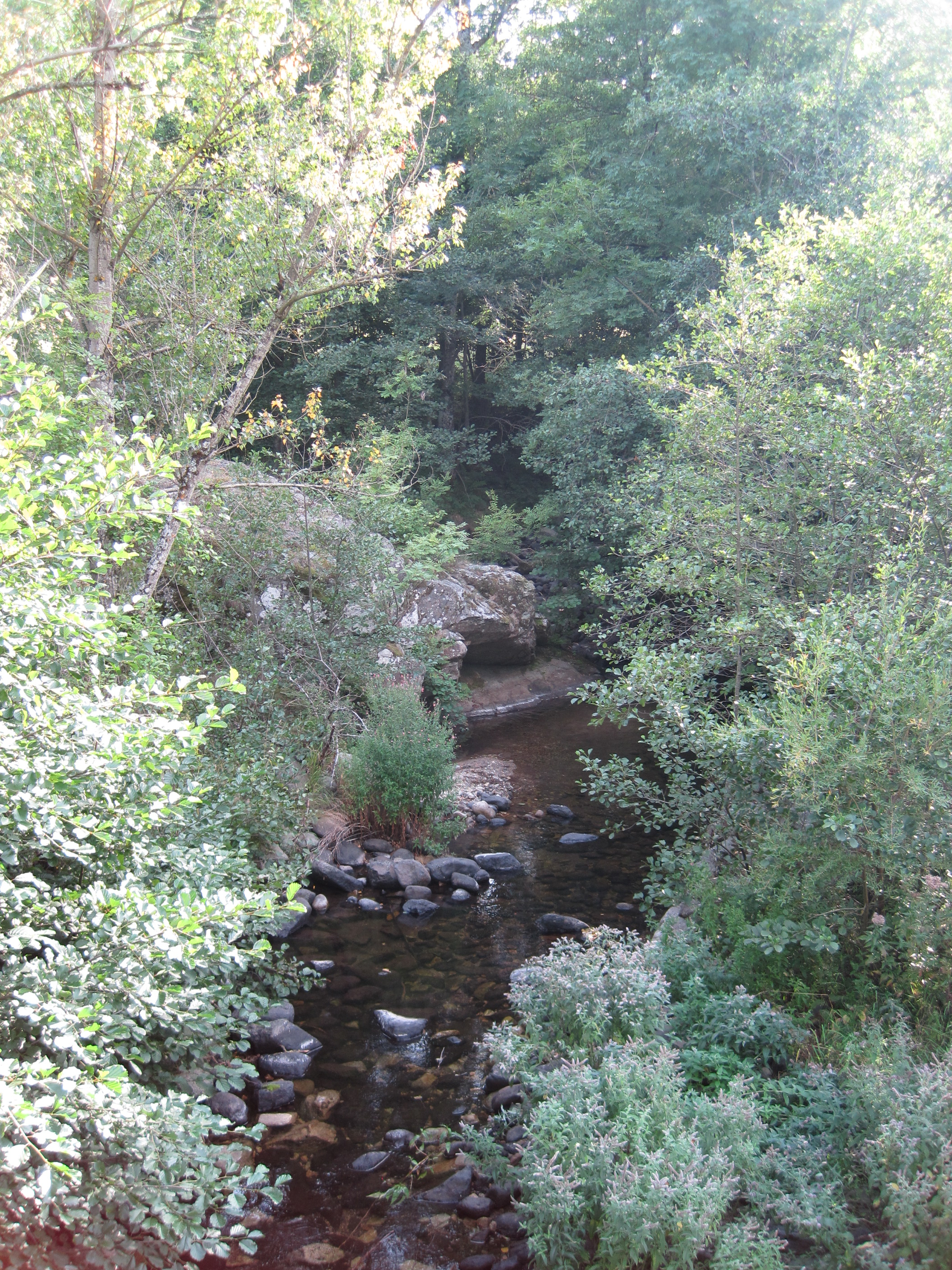
La Rimande à Saint-Julien-d'Intres

La Rimande est un ruisseau des départements Ardèche et Haute-Loire de la région Auvergne-Rhône-Alpes et un affluent de l'Eyrieux, c'est-à-dire un sous-affluent du Rhône.

## Géographie
D'une longueur de 14,2 kilomètres, la Rimande prend sa source à moins d'un km au nord-est de la Grosse Roche (1 538 m), à l'altitude 1 430 mètres, sur la commune de Les Vastres. Sa source est aussi à environ deux kilomètres au nord-est du Mont Mézenc (1 753 m).
La Rimande se jette dans l'Eyrieux sur la commune de Saint-Julien-Boutières, à l'altitude 622 mètres, entre les lieux-dits Peyronnet et Ferrand.

### Communes et cantons traversés
Dans les deux départements de l'Ardèche et de la Haute-Loire, la Rimande traverse cinq communes et deux cantons :
- dans le sens amont vers aval : Chaudeyrolles, Saint-Clément, Les Vastres, Lachapelle-sous-Chanéac, Saint-Julien-d'Intres (confluence).

Soit en termes de cantons, la Rimande prend source dans le canton de Fay-sur-Lignon, et conflue dans le canton de Saint-Martin-de-Valamas.

### Bassin versant
La Rimande traverse une seule zone hydrographique l'Eyrieux de sa source à l'Esse (V410) de 159 km2 de superficie. Ce bassin versant est constitué à 60,50 % de « forêts et milieux semi-naturels », à 36,67 % de « territoires agricoles », à 0,40 % de « territoiresa rtificialisés », à 0,26 % de « surfaces en eau ».

## Affluents
La Rimande a trois affluents référencés (de l'amont ves l'aval) :
- le ruisseau de Pracros
- le ruisseau du Bruras
- le ravin des Ribeyroux
- le ravin du Ranc
- le ravin de Tiale Bernard
- le ravin de Grisail
- le ravin des Carmes
- le ravin des Martinets
- le ruisseau de Ségnabesse
- le Rochessous avec un affluent :
  - le ruisseau de Bourdiga
- le ravin du Crosdô
- le ruisseau l'Arle
- le ruisseau de Chante Ossel
- le ruisseau du Fenier
- le ravin du Patural
- le ravin de Praneuf
- le ravin de Senzaret
- le ruisseau Blachas
- le ruisseau de Lavanche
- le ravin du Vialarès
- le ravin de Leygua
- le ravin de la Teyssenouse, sur les communes de Lachapelle-sous-Chanéac, Saint-Julien-Boutières.
- le ravin de Lafaye
- le ruisseau de Goutailons
- le ruisseau du Bessas
- le ruisseau de Melerines (rg) 2,1 km, sur les deux communes de Intres, Saint-Julien-Boutières avec un affluent :
  - le ruisseau de La Blachette (rd) 1,2 km sur la seule commune de Saint-Julien-Boutières.
- le ruisseau de Sagne
- le ravin de Signaudier
- le ruisseau de Granouillet (rg) 2,7 km, sur les quatre communes de Intres, Mars, Saint-Julien-Boutières, Les Vastres.

Donc son rang de Strahler est de trois.